# Mariaheiligdom Monte Grisa
Het Mariaheiligdom Monte Grisa (1966) is een bedevaartkerk op de berg Grisa of Monte Grisa, nabij de Noord-Italiaanse stad Triëst. Het meest nabije stadsdeel heet Prosecco. Het Marieheiligdom valt onder het bisdom Triëst.

## Namen
De officiële naam is Tempio Nazionale a Maria Madre e Regina di Monte Grisa. De bijnaam in Triëst is Formaggino of Het Smeerkaasje, omwille van de driehoekige vorm.

## Beschrijving
De stijl is brutalisme. Het gebouw bestaat uit twee kerken, een bovenkerk en een onderkerk. De binnenruimte is grotendeels gemeenschappelijk voor de twee kerken. Aan de buitenzijde geeft het bouwwerk de indruk van de letter M, voor Maria, omdat de onderkerk uitschuift onder de bovenkerk. De kerk ligt op 330 m boven de zeespiegel. De meetkundige gaten in de gevels symboliseren de poreuze steen van het Karstgebergte. De berg Grisa is het meest westelijke punt van het Karstgebergte. Vanop de esplanade is de Golf van Triëst volledig te zien, tot aan het schiereiland Istrië in Slovenië en Kroatië met de rest van het Karstgebergte.

## Historiek
Tijdens de gevechten om Triëst in de Tweede Wereldoorlog deed de bisschop van Triëst-Koper en in titel aartsbisschop, Antonio Santin een belofte (1945). Hij beloofde een Mariabedevaartkerk te bouwen indien Triëst de gevechten doorstond. Triëst werd beschadigd maar niet vernield door de Duitsers. Door de Vrede van Parijs (1947) werd Triëst een vrije zone. Een jaar later kreeg bisschop Santin de steun van alle Italiaanse bisschoppen dat het Mariaheiligdom een nationaal heiligdom mocht zijn. De architect was Antonio Guacci, een ingenieur uit Triëst. De architect moest een schets van bisschop Santin als basis gebruiken.
De patriarch van Venetië Roncalli, de latere paus Johannes XXIII, gaf de toestemming voor het modernistisch bouwwerk (1958) zodat bisschop Santin de symbolische eerste steen legde in 1959. De echte bouwwerken liepen in de jaren 1963-1965. In 1966 werd de Mariakerk ingewijd: dit deden bisschop Santin en de kardinalen Ildebrando Antoniutti en Giovanni Urbani, patriarch van Venetië.
In de Mariakerk staat er een schilderij ter verering van de zalige Karel I, de laatste keizer van Oostenrijk en laatste vorst van de Vrije rijksstad Triëst.
In 2017 kreeg bisschop Santin een standbeeld bij de ingang van het Mariaheiligdom.